# Leichtathletik-Weltmeisterschaften 2019/Teilnehmer (Finnland)
| Gelbes Symbol für Goldmedaillen mit stilisierten Olympischen Ringen | Graues Symbol für Silbermedaillen mit stilisierten Olympischen Ringen | Braundes Symbol für Bronzemedaillen mit stilisierten Olympischen Ringen |
| ------------------------------------------------------------------- | --------------------------------------------------------------------- | ----------------------------------------------------------------------- |
| —                                                                   | —                                                                     | —                                                                       |

Der Leichtathletikverband von Finnland will an den Leichtathletik-Weltmeisterschaften 2019 in Doha teilnehmen. 23 Athletinnen und Athleten wurden vom finnischen Verband nominiert.

## Ergebnisse

### Frauen

#### Laufdisziplinen
| Athletin             | Disziplin        | Vorlauf        | Vorlauf | Halbfinale | Halbfinale | Finale       | Finale |
| Athletin             | Disziplin        | Zeit           | Platz   | Zeit       | Platz      | Zeit         | Platz  |
| -------------------- | ---------------- | -------------- | ------- | ---------- | ---------- | ------------ | ------ |
| Sara Kuivisto        | 800 m            | 2:03,15 min    | 20      | DNQ        | DNQ        | –            | –      |
| Sara Kuivisto        | 1500 m           | 4:08,85 min PB | 25      | DNQ        | DNQ        | –            | –      |
| Anne-Mari Hyryläinen | Marathon         |                |         |            |            | 2:51:26 h    | 19     |
| Alisa Vainio         | Marathon         |                |         |            |            | 2:56:30 h SB | 26     |
| Reetta Hurske        | 100 m Hürden     | 12,96 s        | 16      | 13,24 s    | 21         | DNQ          | DNQ    |
| Annimari Korte       | 100 m Hürden     | 12,97 s        | 18      | 12,97 s    | 17         | DNQ          | DNQ    |
| Nooralotta Neziri    | 100 m Hürden     | 12,92 s        | 15      | 12,89 s    | 14         | DNQ          | DNQ    |
| Camilla Richardsson  | 3000 m Hindernis | 9:53,06 min    | 38      |            |            | DNQ          | DNQ    |
| Tiia Kuikka          | 50 km Gehen      |                |         |            |            | DNS          | DNS    |

#### Sprung/Wurf
| Athletin         | Disziplin      | Qualifikation | Qualifikation | Finale     | Finale |
| Athletin         | Disziplin      | Weite/Höhe    | Platz         | Weite/Höhe | Platz  |
| ---------------- | -------------- | ------------- | ------------- | ---------- | ------ |
| Ella Junnila     | Hochsprung     | 1,80 m        | 28            | DNQ        | DNQ    |
| Wilma Murto      | Stabhochsprung | 4,35 m        | 22            | DNQ        | DNQ    |
| Taika Koilahti   | Weitsprung     | 6,35 m        | 27            | DNQ        | DNQ    |
| Kristiina Mäkelä | Dreisprung     | 14,26 m       | 06            | 13,99 m    | 12     |
| Krista Tervo     | Hammerwurf     | 68,25 m       | 21            | DNQ        | DNQ    |

#### Siebenkampf
| Athletin         | Disziplin | 100 m Hürden | Hochsprung | Kugelstoßen | 200 m   | Weitsprung | Speerwurf | 800 m | Punkte | Platz |
| ---------------- | --------- | ------------ | ---------- | ----------- | ------- | ---------- | --------- | ----- | ------ | ----- |
| Maria Huntington | Ergebnis  | 13,32 s      | 1,83 m     | 12,21 m     | 24,72 s | DNS        | DNS       | –     | DNF    | DNF   |
| Maria Huntington | Punkte    | 1077         | 1016       | 675         | 913     | DNS        | DNS       | –     | DNF    | DNF   |

### Männer

#### Laufdisziplinen
| Athlet              | Disziplin        | Vorlauf     | Vorlauf | Halbfinale | Halbfinale | Finale    | Finale |
| Athlet              | Disziplin        | Zeit        | Platz   | Zeit       | Platz      | Zeit      | Platz  |
| ------------------- | ---------------- | ----------- | ------- | ---------- | ---------- | --------- | ------ |
| Elmo Lakka          | 110 m Hürden     | 13,73 s     | 28      | DNQ        | DNQ        | –         | –      |
| Topi Taitanen       | 3000 m Hindernis | 8:32,44 min | 29      |            |            | DNQ       | DNQ    |
| Jarkko Kinnunen     | 50 km Gehen      |             |         |            |            | 4:25:36 h | 20     |
| Veli-Matti Partanen | 50 km Gehen      |             |         |            |            | DNF       | DNF    |

#### Sprung/Wurf
| Athlet          | Disziplin  | Qualifikation        | Qualifikation        | Finale               | Finale               |
| Athlet          | Disziplin  | Weite/Höhe           | Platz                | Weite/Höhe           | Platz                |
| --------------- | ---------- | -------------------- | -------------------- | -------------------- | -------------------- |
| Simo Lipsanen   | Dreisprung | 16,47 m              | 23                   | DNQ                  | DNQ                  |
| Lassi Etelätalo | Speerwurf  | 82,26 m              | 12                   | 82,49 m              | 4                    |
| Oliver Helander | Speerwurf  | 80,36 m              | 19                   | DNQ                  | DNQ                  |
| Toni Kuusela    | Speerwurf  | nicht auf Startliste | nicht auf Startliste | nicht auf Startliste | nicht auf Startliste |
| Antti Ruuskanen | Speerwurf  | 75,05 m              | 28                   | DNQ                  | DNQ                  |